# 白狼県
白狼県（はくろう-けん）は中華人民共和国遼寧省にかつて存在した県。現在の朝陽市カラチン左翼モンゴル族自治県南西部に相当し、県名は史上に名高い白狼山に由来する。
前漢により設置され、当時は右北平郡の属県であった。後漢により廃止された。その後に、後漢に入り込んだ烏桓と漢帝国の域外の鮮卑との両勢力圏の境界に位置する空白地帯の東端となった。曹操がここ白狼山で烏桓を破った後、烏桓は騎馬軍の主力として配下に加えられた。